# Joanna Olejarczyk
Joanna Olejarczyk (ur. 2 kwietnia 1986 w Mikołowie) – polska pisarka i tłumaczka języka angielskiego, autorka literatury dziecięcej, którą publikuje jako Asia Olejarczyk.
Jest absolwentką Instytutu Filologii Angielskiej Uniwersytetu Jagiellońskiego. W 2014 roku ukazała się jej debiutancka książka Mikrulki. W styczniu 2016 roku miał premierę pierwszy tom z serii o przygodach pampiludków: Pampiludki i tajemnice wiary, który w lutym 2016 roku został wybrany Najlepszą Książką Katolicką w kategorii dla młodych czytelników w plebiscycie portalu Granice.pl. W czerwcu 2016 roku ukazał się drugi tom serii: Pampiludki i królestwo niebieskie, a w sierpniu tego samego roku O dziewczynkach i chłopcach dla chłopców i dziewczynek, wybrana przez internautów na portalu Granice.pl najlepszą książką na jesień. W 2017 roku premierę miały dwie kolejne książki: Pampiludki na szlaku szczęścia oraz Trzy kropki, a w 2019 roku Misja Tality oraz Yeti, w którego nikt nie wierzył, który został wpisany na Złotą Listę Fundacji Cała Polska Czyta Dzieciom.
W 2022 roku ukazała się książka "JAK Kangur i Dziobak próbowali ZNALEŹĆ SZCZĘŚCIE", a w 2023 "Teleskop dziadka" - również docenione przez kapitułę Złotej Listy. Asia Olejarczyk jest też autorką książek "Nie czytaj mnie", dwóch tomów z serii "Wielkie problemy małych ludzi": "Uwierz w siebie" i "Jak to będzie w szkole?" oraz kilku książek z serii "Książkożercy".
W 2024 roku premierę miał pierwszy tom "Przuszowych dzienników podróży" pt. "Miś Puki na tropie klejnotu królewskiego". To edukacyjno-podróżniczy projekt literacki, którego bohaterem jest prawdziwy pluszowy miś należący do autorki. Seria ma na celu przybliżyć dzieciom kraje Europy, ich zwyczaje, zabytki, kulturę i tradycje.
Tłumaczka literatury obyczajowej, dziecięcej i chrześcijańskiej. Od 2019 roku członkini Stowarzyszenia Tłumaczy Literatury.
Współautorka przewodnika medycznego dla rodziców dzieci z kraniosynostozą.

## Twórczość
- Mikrulki, wyd. Novae Res[9] 2014
- Pampiludki i tajemnice wiary, wyd. Dreams[10]2016
- Pampiudki i królestwo niebieskie, wyd. Dreams 2016
- O dziewczynkach i chłopcach dla chłopców i dziewczynek, wyd. Dreams 2016
- Pampiludki na szlaku szczęścia, wyd. Dreams 2017
- Trzy kropki, wyd. Adamada[11] 2017
- D. Larysz, J. Olejarczyk, Kraniosynostoza. Przewodnik dla rodziców, wyd. Centrum Leczenia Zaburzeń OUN i Wspierania Rozwoju Dzieci "Kangur", 2017
- Hopek i Hopka: zabawa w chowanego, wyd. Aksjomat[12] 2018
- Hopek i Hopka: przygoda z liczeniem, wyd. Aksjomat 2018
- Łapać złodzieja!, wyd. Aksjomat 2018
- Misja Tality, wyd. Dreams 2019
- Yeti, w którego nikt nie wierzył, wyd. Ezop 2019
- JAK Kangur i Dziobak próbowali ZNALEŹĆ SZCZĘŚCIE, wyd. Adamada 2022
- Teleskop dziadka, wyd. Ezop 2023
- Nie czytaj mnie, wyd. Dreams 2023
- Uwierz w siebie. Książka, która dodaje pewności, wyd. Jedność 2023
- Jak to będzie w szkole?, wyd. Jedność 2024
- Książkożercy: Buldog podróżnik, wyd. Wilga 2024
- Książkożercy: Robot Ro, wyd. Wilga 2024
- Książkożercy: Wulkan, wyd. Wilga 2024
- Miś Puki na tropie klejnotu królewskiego, wyd. Wilga 2024

## Wybrane przekłady
- Denise Hunter, Boskie lato, wyd. Dreams 2016
- Billy Graham, Dobra Nowina. Historie biblijne, wyd. Dreams 2016
- Denise Hunter, Taniec ze świetlikami, wyd. Dreams 2017
- Denise Hunter, Sezon życzeń, wyd Dreams 2017
- Denise Hunter, Brzoskwiniowy świt, wyd. Dreams 2018
- Denise Hunter, Splątane marzenia, wyd. Dreams 2019
- Denise Hunter, Aleja Magnolii, wyd. Dreams 2019
- Terri Blackstock, Dosięgnąć świąt, wyd. Dreams 2019
- Denise Hunter, seria Copper Creek: Brzoskwiniowy świt, Aleja magnolii, Splątane marzenia, wyd. Dreams 2020 i 2021
- Laura Anderson Kurk, Dziewczyna ze szkła, wyd. Dreams 2021
- Paul Russell, Gdy babcia zapomina..., wyd. Jedność 2021
- Devon Sillett, Żegnaj, mój Łatku, wyd. Jedność 2021
- Emily MacKenzie, Poszukiwany! Tajemniczy złodziej książek, wyd. Jedność 2021
- Emily MacKenzie, Poszukiwany! Tajemniczy pożeracz książek, wyd. Jedność 2021
- Denise Hunter, seria Romans w Bluebell: Jezioro tajemnic, Kropla błękitu, Jesienne niebo, wyd. Dreams 2021, 2022
- Denise Hunter, seria Riverbend: Przełęcz Riverbend, Dolina Mulberry, Jabłoniowe wzgórze, Wodospad Wildflower wyd. Dreams 2022-2024